# Campagnac-lès-Quercy
Campagnac-lès-Quercy – miejscowość i gmina we Francji, w regionie Nowa Akwitania, w departamencie Dordogne.
Według danych na rok 1990 gminę zamieszkiwało 305 osób, a gęstość zaludnienia wynosiła 16 osób/km² (wśród 2290 gmin Akwitanii Campagnac-lès-Quercy plasuje się na 875. miejscu pod względem liczby ludności, natomiast pod względem powierzchni na miejscu 569.).